# DC 타워스
DC 타워스(독일어: DC Towers)는 오스트리아 빈에 위치한 마천루로, 현재 오스트리아에서 가장 높은 건물이다. 설계는 프랑스의 건축가 도미니크 페롤트가 맡았다.
DC 타워는 세 개의 타워로 구성되어 있으며, 현재 완공된 것은 타워 1 뿐이다.